# Gaius Fulvius Flaccus (Konsul 134 v. Chr.)
Gaius Fulvius Flaccus entstammte der römischen Plebejerfamilie der Fulvier und war 134 v. Chr. Konsul.

## Leben
Aus der Filiationsangabe (Nennung der Vornamen von Vater und Großvater) der Fasti Capitolini lässt sich schließen, dass Gaius Fulvius Flaccus ein Sohn des Suffektkonsuls von 180 v. Chr., Quintus Fulvius Flaccus, war.
Flaccus’ Cursus honorum vor der Bekleidung des Konsulats 134 v. Chr. ist unbekannt. Sein Mitkonsul war Publius Cornelius Scipio Aemilianus Africanus. Dieser sollte den Numantinischen Krieg gegen die Keltiberer in Spanien weiterführen, während Flaccus die Leitung des 136 v. Chr. ausgebrochenen ersten Sklavenkrieges auf Sizilien übernahm. Diese militärische Auseinandersetzung hatte bedrohliche Ausmaße angenommen, da sie von Seiten Roms bisher nur von Prätoren geführt worden war, die überdies meist nur über schwache Kontingente verfügt hatten. Daher wurde Flaccus nun mit einer stattlichen Armee zur Bekämpfung der aufständischen Sklaven ausgestattet. Die erhaltenen Quellen berichten aber nichts über mögliche Erfolge des Konsuls.